# Góra Grodowa
Góra Grodowa (395 m n.p.m.) – wzniesienie położone w Górach Świętokrzyskich, na głównym czerwonym szlaku Kuźniaki – Gołoszyce, obok Tumlina (najłatwiejsze dojście od przystanku PKS w Tumlinie (naprzeciw szkoły i kościoła) gruntową drogą w kierunku zachodnim).

## Grodzisko
Ponad tysiąc lat temu stanowiła święte miejsce Słowian. Badania z 1986 roku podczas których stwierdzono brak warstwy kulturowej oraz zabytków z okresu średniowiecza na kulminacji oraz interpretacja wałów poprzez analogie do Łyśca oraz Ślęży, skłonił badaczy do przyjęcia tezy o funkcjonowaniu w tym miejscu ośrodka kultowego. Wiek pobranej w 1986 r. próbki węgla z gniazda spalenizny w stropowej części wału na podstawie analizy 14C mieści się w przedziale lat 1047-1193. Badania na zboczach Góry odsłoniły pozostałości dwóch chat z paleniskami/ogniskami, których chronologię określono ostatnio na XI i XII oraz XIII w. Z tego względu widzi on obiekt w Tumlinie jako założenie obronne, funkcjonujące na przełomie XI i XII w i zapewne w XII w., któremu towarzyszyła osada podgrodowa na wsch. stoku wzgórza. Choć nie wyklucza on, że starszy wał kamienny, który pierwotnie otaczał miejsce plemiennego ośrodka kultowego z okresu przedpaństwowego, został następnie wykorzystany przy budowie grodu z XI/XII wieku.

## Kamieniołom
Miejsce wydobycia tumlińskiego piaskowca, służącego niegdyś do produkcji m.in. kamieni młyńskich oraz wykładania pieców hutniczych, a obecnie używanego do wyrobu chodników, schodów czy nagrobków. Od 1994 roku wierzchołek Grodowej stanowi rezerwat przyrody Kamienne Kręgi.